# Ľuboš Bernáth
Ľuboš Bernáth (* 8. November 1977 in Nové Zámky) ist ein slowakischer Komponist und Musikpädagoge.

## Leben
Im südwestslowakischen Nové Zámky geboren und in der nahe gelegenen Gemeinde Bešeňov aufgewachsen, besuchte Ľuboš Bernáth 1992–1996 in seiner Geburtsstadt das Gymnasium sowie die Musikschule, in der er Klavier, Akkordeon und Violine lernte. Nach der Matura begann er 1996 ein Kompositionsstudium bei Stanislav Hochel am Konservatorium Bratislava, das er 2001–2006 an der Hochschule für Musische Künste Bratislava (Vysoká škola múzických umení v Bratislave – VŠMU) bei Jevgenij Iršai fortsetzte. 2006–2009 absolvierte er an der Abteilung für Musiktheorie der VŠMU ein Doktoratsstudium bei Ladislav Kačic.
1999–2010 war Bernáth Lehrer für Komposition, Musiktheorie, Musikgeschichte, Höranalyse und Tasteninstrumente an der privaten Musikschule von Gabriel Rovňák in Bratislava. Seit 2008 hat er einen Lehrauftrag für Komposition und Theoriefächer am Konservatorium Bratislava, seit 2009 zudem einen Lehrauftrag für Musikanalyse, Kontrapunkt und Harmonielehre an der Abteilung für Musiktheorie der VŠMU. Als Komponist und Dirigent ist Ľuboš Bernáth bei verschiedenen Festivals zeitgenössischer Musik in der Slowakei und international vertreten. 2012 gehörte er zu den Mitbegründern des Jugendorchesters EnsembleSpectrum an der VŠMU. 2013 wurde er stellvertretender Vorsitzender des Slowakischen Komponistenverbandes. Er ist Mitglied des Rats für Wissenschaft, Bildung und Kultur der Slowakischen Bischofskonferenz.

## Preise und Auszeichnungen
- 2013: Ján-Levoslav-Bella-Preis für O mitissima virgo Maria

## Werke (Auswahl)

### Bühne
- Berona. Ballett in zwei Akten, Buch: Tomáš Surý (2017/2018)
- Margita a Besná. Fröhliche Ballade in drei Akten, Text: Tomáš Surý (2018)[4]
- Apokryfy. Kurzopern nach dem gleichnamigen Buch „Apokryfy“ von Karel Čapek:
  - Apokryfy I (2018)[5]
  - Apokryfy II (2020)

### Gesang und Orchester
- Sancta Mysterium. Messe für Sopran, Kinderchor, Frauenchor und Streichorchester (1999/2000)
- Sila pravdy (Die Macht der Wahrheit). Kleine Kantate für Bass, gemischten Chor, Cembalo oder Klavier und Streichorchester (2003, rev. 2012)
- Gloria für Sopran, Mezzosopran, Kinderchor, Harfe, Klavier und Streichorchester (2004)
- Alea iacta est. Konzertarie für Sopran und Orchester (2006/2007)
- Parle laudi. Vier geistliche Lieder für gemischten Chor und Kammerorchester (2009)
- Svätý Martin (Der heilige Martin). Oratorium nach einem Text von Tomáš Surý für Soli, Sprecher, gemischten Chor und Orchester (2015)
- Kantata Chrzcielna. Große geistliche Kantate für Soli, Sprecher, Kinderchor, Männerchor und Orchester (2016)
- Signum crucis. Kleine geistliche Kantate für Männerchor und Kammerorchester (2016)
- Pole pastierov (Das Feld der Hirten). Kleine Weihnachtskantate nach einem Text von Tomáš Surý für Kinderchor und Orchester (2017)
- Ambon (Ambo). Programmatische geistliche Kantate nach einem Text von Tomáš Surý für Sopran, gemischten Chor und Streichorchester (2019)[6]
- Usquequo, Domine? Kammerkantate für Sopran, Bariton, gemischten Chor, Orgel und Streichorchester (2020)
- Turíčne oratórium (oratórium svätého Ducha) (Pfingstoratorium. Oratorium des Heiligen Geistes) für Soli, gemischten Chor und Orchester (2020)
- Sinfonie Nr. 2 für gemischten Chor und Orchester „Via lucis“ (2020)

### Orchester
- Symfónia Genesis für großes Orchester (2006)
- Fumeaux fume für Streichorchester (2009)
- Concerto grosso für Orchester (2012)
- Lauda Sion für Streichorchester (2015)
- Štyri vojenské pochody (Vier Militärmärsche) für große Brass Band (2016)
- Dva smútočné pochody (Zwei Trauermärsche) für Blasorchester (2018)
- The Mosaic of Human Faith für Orchester (2020)

### Soloinstrument(e) und Orchester
- Konzert für Klavier und Kammerorchester (2006)
- Concertino für Trompete, Klavier und Streichorchester (2013/2014)
- Tri obrazy (Drei Bilder) für Viola und kleines Orchester (2016)
- Doppelkonzert für Klavier, Violine und Orchester (2017)
- Concertino elegico für Viola, Klavier und Orchester (2017)
- Konzert für Klavier und Orchester „Psalmus“ (2020)
- Concertino lamento für Violine, Kontrabass und Streichorchester (2020)[7]
- Concertino drammatico für Klavier, Streichquartett und Orchester (2020)

### Ensemble
- Atmosféry für acht Instrumente (2011)
- Sonata quasi una fantasia BACH für sieben Instrumente (2013)
- Musica reservata für Klarinette und Ensemble (2014)
- Divertimento für Bläseroktett (2015)
- Concertino flautissimo für Piccoloflöte, fünfzehn Flöten, Bassflöte und Klavier (2021)

### Kammermusik
- Klaviertrio (1999)
- Mia Chronochro Mia für Baritonsaxophon, Vibraphon, Xylophon und Schlagzeug (2002)
- Spektrum ako päť farieb (Spektrum als fünf Farben) für Klarinette, Trompete, Violoncello, Celesta und Schlagzeug (2002)
- Achnatonov sen (Echnatons Traum) für Flöte, Akkordeon und Klavier (2003)
- Divertimento für Oboe, Violine, Violoncello und Klavier „Fünftes Evangelium“ (2003)
- Concertino für Klavierquintett (2004)
- Sonatine für Klaviertrio und Orff-Instrumente (2009)
- Sonate für Kontrabass, Streichquartett und Klavier (2011)
- Sonata da camera für Klarinette, Violoncello und Klavier (2012)
- Scherzi musicali. Fünf kleine Stücke für Streichsextett (2013)
- Streichquartett Nr. 2 „Strukturen und Impulse“ (2014)[8]
- Dialoge in C für Violoncello, Kontrabass und zwei Klaviere (2018)
- Sonata fantastica für Klarinette, Violine, Violoncello und Klavier (2018)
- Klavierquintett (2019)
- Trio in F für Violine, Horn und Klavier (2020)

### Duos
- Metafázy (Metaphasen) für Flöte und Klavier (2000)
- Sonate für Violine und Klavier „Das Jahr 2000“ (2000)
- Tri obrazy (Drei Bilder) für Violoncello und Klavier (2007)
- Dotyky renesancie (Renaissance-Berührungen) für Renaissance-Laute und Akkordeon (2013)
- Sonate für Violine und Klavier Nr. 2  „Musica universalis“ (2014)
- Sonatina fantastica für Kontrabass und Klavier (2014)
- Drei Lieder für meine Kinder für Altsaxophon und Klavier (2016)
- Sonate für Viola und Klavier Nr. 2 (2016)
- Vernosť (Treue). Suite für zwei Gitarren (2016)
- Hymnos für Xylophon und Klavier (2016)
- Mario Castelnuovo-Tedesco: Sonatine op. 205, Bearbeitung für Flöte und Klavier (2017)
- Sonate für Oboe und Klavier (2018)
- Sonate für Posaune und Klavier Nr. 1 in A (2019)
- Sonate für Trompete und Klavier Nr. 1 in Es (2019)
- Partita in D für Viola d’amore und Klavier (2020)

### Klavier solo oder zwei Klaviere
- Mystérium Marsu nach dem Buch „The Mars Mystery“ von Graham Hancock (2003)
- Galileiho mesiace (Galileische Monde) (2005)
- Sonata quasi una fantasia für zwei Klaviere zu acht Händen „Nádej“ (2010)
- Anastasis für zwei Klaviere (2015)
- Suite 2015 (2015)
- Sonate Nr. 6 „Vianočná“ (Weihnachten) (2018)
- Sacrum. Zyklus für zwei Klaviere (2019)
- The story of the intervals. Acht Etüden (2020)
- Allegro giocoso für Klavier und zwei Bongos (2021)
- Sonate Nr. 7 „Taora“ (2021)

### Diverse Instrumente solo
- Štyri intrády B-A-C-H (Vier Präludien B-A-C-H) für Orgel (2013/2014)
- Akvarely (Aquarelle) für Violoncello (2018)
- Sonate für Gitarre Nr. 1 (2019)
- The Song for Veronika für Flöte (2019)
- In aeternum für Akkordeon (2020)

### Gesang und Instrumente
- Ave verum für Sopran und Klavier (1998)
- Modlitbičky (Kleine Gebete) für Sopran und Klavier (2010)
- Sonata da chiesa für Sopran, Oboe, Violoncello und Klavier (2012)
- Žalmy v tanci I (Psalmen im Tanz) für Mezzosopran, Alt und Ensemble (2013)
- Proglas – pravda slova (Proglas – die Wahrheit des Wortes). Kleine Kantate für Sopran, Klarinette, Violoncello und Klavier (2013, rev. 2016)
- Vzkriesnie Lazara (Auferstehung des Lazarus). Kammerkantate für Sprecher, Sopran, Tenor, gemischten Chor und Ensemble (2013)
- Liber psalmorum für Bariton und Klaviertrio (2013)
- Dve malé arietty (Zwei kleine Arietten) für Bariton, Sopran und Ensemble (2014)
- Človek a more (Der Mensch und das Meer) nach dem gleichnamigen Gedicht von Charles Baudelaire für Gesangsstimme und Klavier (2015)
- Dievča a les (Mädchen und Wald) nach Texten von Tomáš Surý für Mezzosopran, Klarinette, Violine, Violoncello und Klavier (2016)
- Emitte Spiritum tuum. Arietta für zwei Soprane und Orgel (2017)
- Večný tmel bytia (Ewige Verbindung des Seins). Liederzyklus nach Gedichten von Milan Rúfus für Sopran und Streichtrio (2018)
- Prebúdzanky (Erwachen). Kontrastierender ironischer Zyklus nach Texten von Tomáš Surý für Sopran und Klavier (2018)
- Tri sakrálne skladby (Drei geistliche Lieder) für zwei Soprane, Violine und Orgel (2020)

### Chor
- Psalm Nr. 1 für Sopran und gemischten Chor a cappella (1999)
- Tri ľudové piesne (Drei Volkslieder) für gemischten Chor oder Männerchor a cappella (2003)
- Stabat mater für Männerchor und Klavier (2003)
- Angelikine okuliare (Angelikas Brille). Musikalisches Märchen für Sprecher, Kinderchor, Flöte und Klavier (2011)
- Cantigas de Santa Maria für gemischten Chor a cappella (2015)
- A brevis dialogus hominis für Kinderchor, Männerchor und Klavier (2016)
- Malá vianočná kantáta (Kleine Weihnachtskantate) für gemischten Chor und Orgel (2016)
- Musica chorea pastoralis für Frauenchor a cappella (2019)

Zudem zahlreiche weitere Chorsätze, Stücke für den Unterricht und Arrangements sowie Musik zu Dokumentarfilmen.

## CD-Diskographie (Auswahl)
- Psalm Nr. 1 2:36 – Schola Cantorum – auf: Gaudete in Domino (Katholische Universität Ružomberok, 2007)
- Sonatine – Marián Hrubý (Violine), Andrej Gál (Violoncello), Zuzana Manera Biščáková (Klavier), Lucia Chuťková, Michal Paľko  und Pavol Bizoň (Orff-Instrumente) – auf: Dieťa a čaro hudby (H Plus, 2010)
- Sonatine im alten Stil – Lento ad astra: Erik Rothenstein (Baritonsaxophon), Zita Slavíčková (Klavier) – auf: Lento ad astra. Playing Šach with Mr. Bach (Real Music House, 2013)
- O salutaris hostia, Ecce Panis Angelorum – Martina Procházková und Miriam Žiarna (Sopran), Bratislava Vocal Consort, Marta Mažariová (Flöte), Rastislav Adamko (Violine), Zuzana Zahradníková (Orgel), Leitung: Iveta Weis Viskupová – auf: Musica Nova Spiritualis 2014 (Katholische Universität Ružomberok, 2014)
- Sonate für Kontrabass, Streichquartett und Klavier – Duo Šašina, Moyzes Quartet – auf: Concertini für Kontrabass, Klavier und Streichquartett (VŠMU, 2014)
- Vyznania – Klaudia Račić Derner (Sopran), Rajmund Kákoni (Akkordeon), Eugen Prochác (Violoncello) – auf: Klaudia Dernerová. Zo života ženy (Pavlík Records, 2017)
- Partita – Lento ad astra: Erik Rothenstein (Baritonsaxophon), Zita Slavíčková (Klavier) – auf: Lento ad astra. Made in SK (Real Music House, 2021)